# Британский Гондурас
Брита́нский Гондура́с (англ. British Honduras) — бывшая британская колония на восточном берегу Центральной Америки, примыкавшая к Юго-Восточной Мексике. В настоящее время на её территории находится государство Белиз.
Впервые европейцы поселились здесь в XVII веке. В 1871 году территория будущего Белиза стала коронной колонией Британской империи.
В 1964 году Британский Гондурас получил самоуправление. Белиз провозгласил полную независимость от Великобритании 21 сентября 1981 года. Белиз был последним континентальным владением Соединённого Королевства.

## История колонии
Первыми европейцами, поселившимися на территории Британского Гондураса, были английские деревозаготовители в 1638 году. Колония представляла особую ценность для Британской империи в связи с её красками и первоклассным строительным лесом, использовавшимся при строительстве судов Королевского флота.
Колония подвергалась частым нападениям со стороны испанских поселенцев в течение XVII—XVIII веков вследствие экономической борьбы и территориальных требований Испании на передачу ей всей колонии. Особо примечательной была неудачная атака испанского экспедиционного корпуса в 1500 солдат на британский гарнизон численностью 250 человек в апреле 1754 года. Признавая права Великобритании на колонию, испанцы ещё неоднократно атаковали британских поселенцев, и им даже удалось уничтожить Белиз-Сити в сентябре 1779 года. Окончательная же победа досталась британцам в результате битвы у бухты Святого Георгия 10 сентября 1798 года.